# História da engenharia

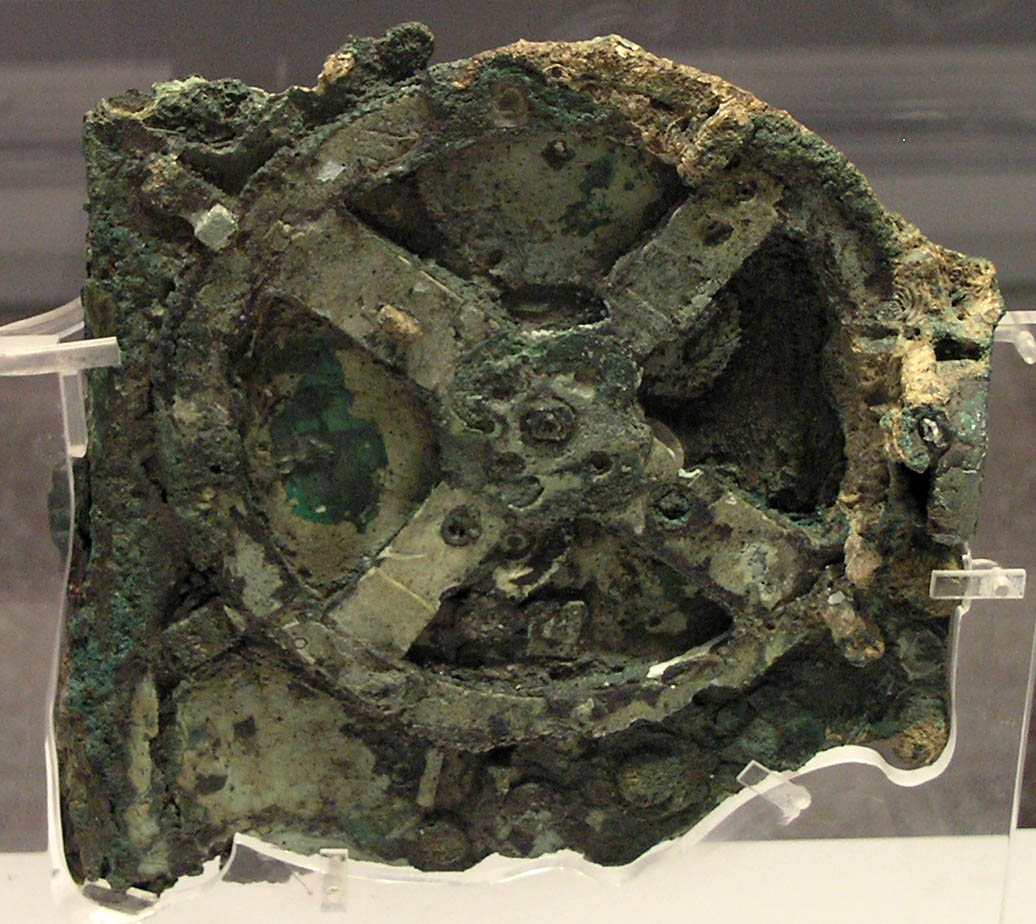
Máquina de Anticítera, o primeiro computador mecânico.

O conceito de engenharia existe desde os tempos antigos, quando os humanos criaram invenções fundamentais, como a polia, a alavanca e a roda. Cada uma dessas invenções é consistente com a definição moderna de engenharia, explorando princípios mecânicos básicos para desenvolver ferramentas e objetos úteis.

## Terminologia
O próprio termo engenharia tem uma etimologia muito mais recente, derivada da palavra engenheiro, que remonta a 1325, quando um engenheiro (literalmente, aquele que opera um motor) originalmente se referia a um construtor de motores militares. A própria palavra “motor” é de origem ainda mais antiga, derivando em última análise do latim ingenium (c. 1250), que significa “qualidade inata, especialmente poder mental, portanto, uma invenção inteligente”.
Mais tarde, à medida que o projeto de estruturas civis como pontes e edifícios amadureceu como disciplina técnica, o termo engenharia civil entrou no léxico como forma de distinguir entre aqueles especializados na construção de tais projetos não militares e aqueles envolvidos na disciplina mais antiga de engenharia militar.

## Era antiga

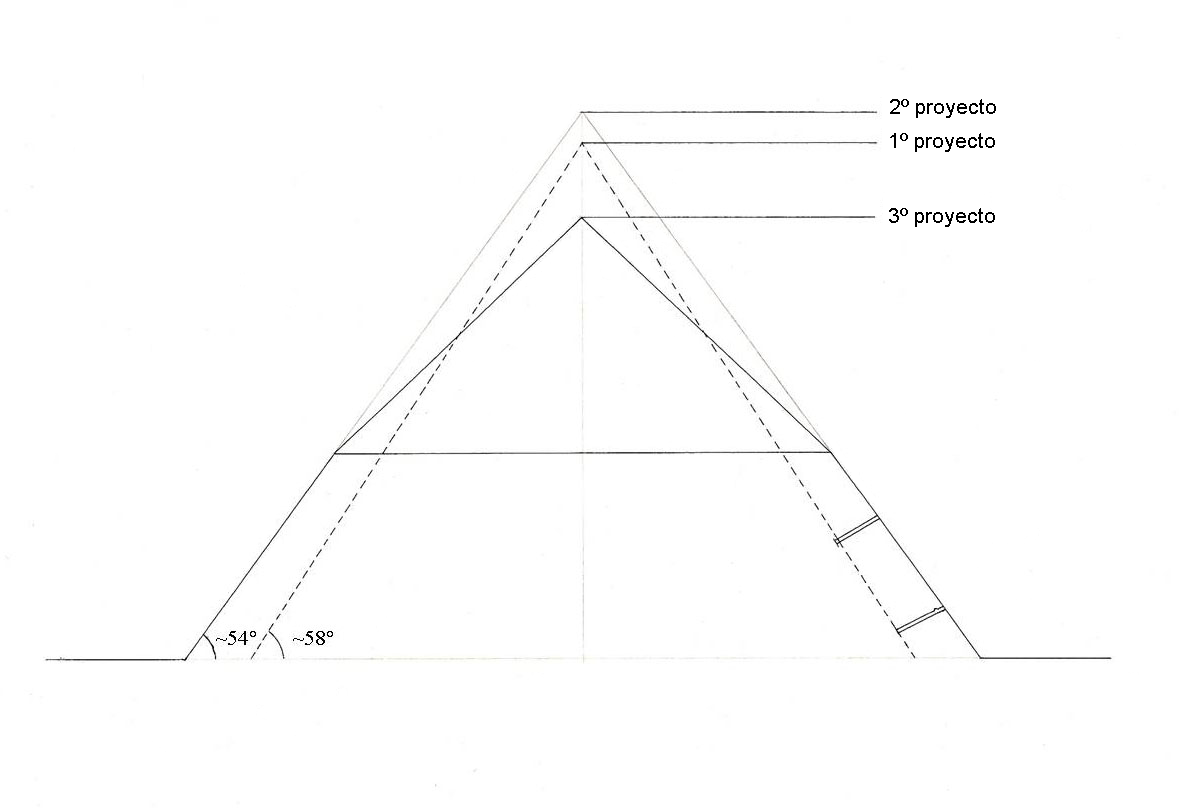
Os três projetos de construção da "Pirâmide Curvada".

Os zigurates da Mesopotâmia, as pirâmides e Farois de Alexandria no antigo Egito, as cidades da Civilização do Vale do Indo, a Acrópole e o Partenon na Grécia antiga, os aquedutos, a Via Appia e o Coliseu no Império Romano, Teotihuacán, as cidades e pirâmides do Os impérios maia, inca e asteca e a Grande Muralha da China, entre muitos outros, são um testemunho da engenhosidade e habilidade dos antigos engenheiros civis e militares. 
O primeiro engenheiro civil conhecido pelo nome foi Imhotep. Como um dos funcionários do faraó Djoser, Imhotep provavelmente projetou e supervisionou a construção da Pirâmide de Djoser, uma pirâmide de degraus em Sacará, por volta de 2630 a.C.-2611 a.C.. Este poderá também ter sido o responsável pelo primeiro uso da coluna na arquitetura.
As seis máquinas simples clássicas eram conhecidas no antigo Oriente Próximo. A cunha, alguns acreditam que foi criada pelos Sumérios, principalmente na escrita cuneiforme (utilizando objetos em forma de cunha) 3.500 antes de Cristo, e o plano inclinado (rampa) eram conhecidos desde os tempos pré-históricos.
A roda, juntamente com o mecanismo de roda e eixo, foi inventada na Mesopotâmia (atual Iraque) durante o 5º milênio aC. O mecanismo de alavanca apareceu pela primeira vez cerca de 5.000 anos atrás no Oriente Próximo, onde era usado em uma balança simples, e para mover objetos grandes na tecnologia egípcia antiga. Mas o princípio da  alavancagem foi descoberto por Arquimedes no século III a.C., estudando as máquinas "Arquimedianas": alavanca, roldana, e parafuso.
O parafuso, a última das máquinas simples a serem inventadas, apareceu pela primeira vez na Mesopotâmia durante o período Neo-Assírio (911-609) AC.  Registros indicam que o parafuso de água, ou bomba de parafuso, foi usado pela primeira vez no Egito Antigo, algum tempo antes do filósofo grego Arquimedes descrever a bomba de água de parafuso de Arquimedes por volta de 234 aC.

## Idade média
Um número significativo de instituições previamente desconhecidas na Idade Antiga, teve a sua origem no mundo medieval islâmico, sendo os exemplos mais notáveis o hospital público (que substituiu os templos de cura), a biblioteca pública, a universidade para graduados e o observatório astronômico como instituto de investigação (mais do que um local simples). O Livro Guinness dos Recordes reconhece a Universidade de Al Karaouine, em Fez (Marrocos), fundada no ano 859, como a universidade mais antiga do mundo.
As primeiras máquinas práticas movidas a vento, o moinho de vento e a bomba de vento, apareceram pela primeira vez no mundo muçulmano durante a Idade de Ouro Islâmica, no que hoje são Irã, Afeganistão e Paquistão, por volta do século IX. A primeira máquina a vapor prática foi uma turbina a vapor, descrita em 1551 por Taqi al-Din Muhammad ibn Ma'ruf no Egito otomano.
O descaroçador de algodão foi inventado na Índia no século VI, e a roda de fiar foi inventada no mundo islâmico no início do século XI, ambos fundamentais para o crescimento da indústria algodoeira. A roda de fiar também foi precursora da máquina de fiar, que foi um desenvolvimento chave durante o início da Revolução Industrial no século XVIII.

## Renascimento europeu
A primeira máquina a vapor em pleno funcionamento foi construída em 1712 pelo ferreiro Thomas Newcomen. O desenvolvimento deste dispositivo deu origem à revolução industrial nas próximas décadas, permitindo o início da produção em massa.
Com o surgimento da engenharia como profissão no século XVIII, o termo tornou-se mais estreitamente aplicado aos campos em que a matemática e a ciência eram aplicadas para esses fins. Da mesma forma, além da engenharia militar e civil, os campos então conhecidos como artes mecânicas foram incorporados à engenharia.
As imagens a seguir são amostras de um baralho de cartas ilustrando instrumentos de engenharia na Inglaterra em 1702. Elas ilustram uma série de especializações de engenharia, que eventualmente se tornariam conhecidas como engenharia civil, engenharia mecânica, geodésia e geomática, e assim por diante.
Cada cartão inclui uma legenda em inglês explicando a finalidade do instrumento:

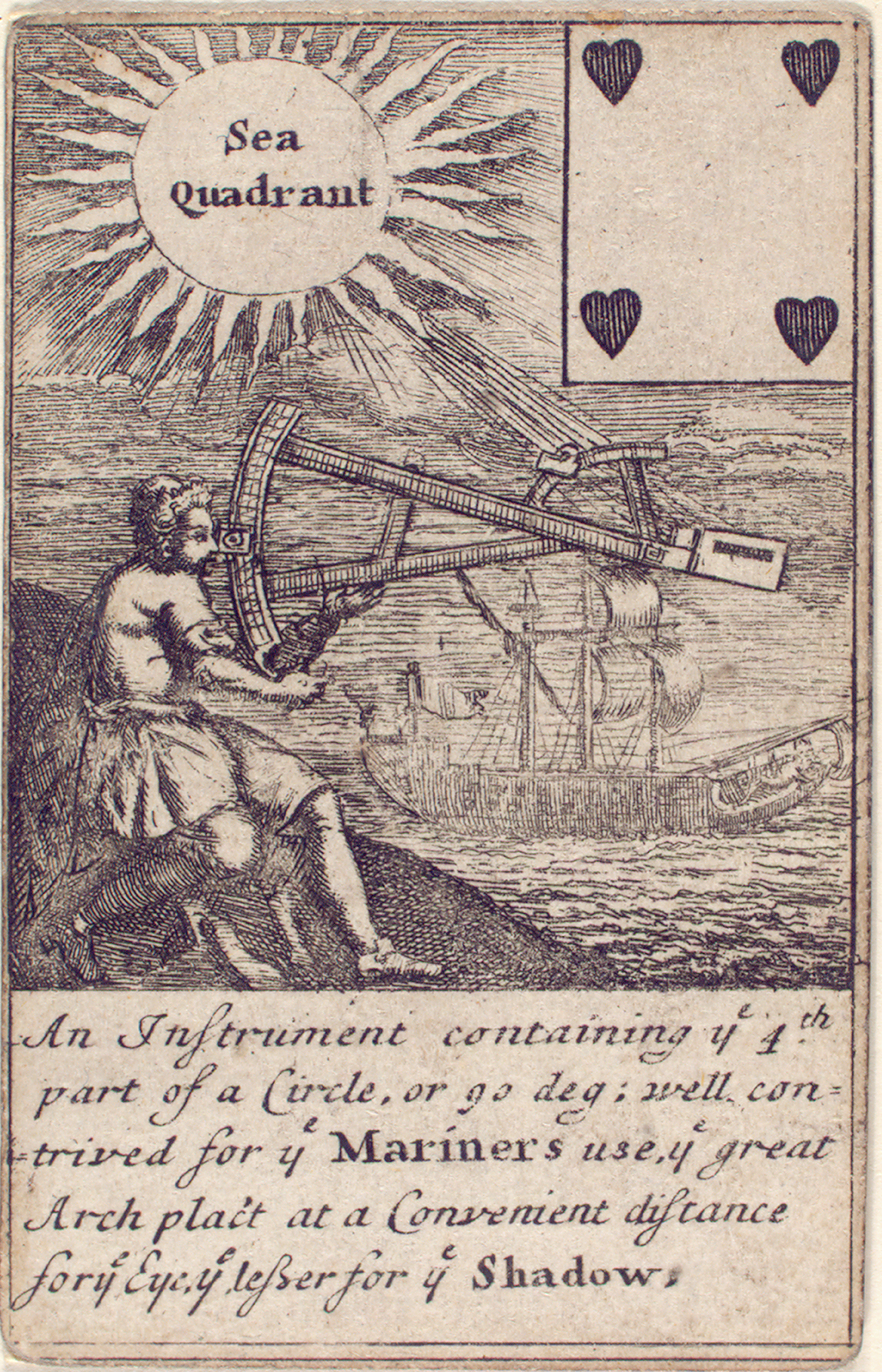
Quatro de copas: quadrante do mar
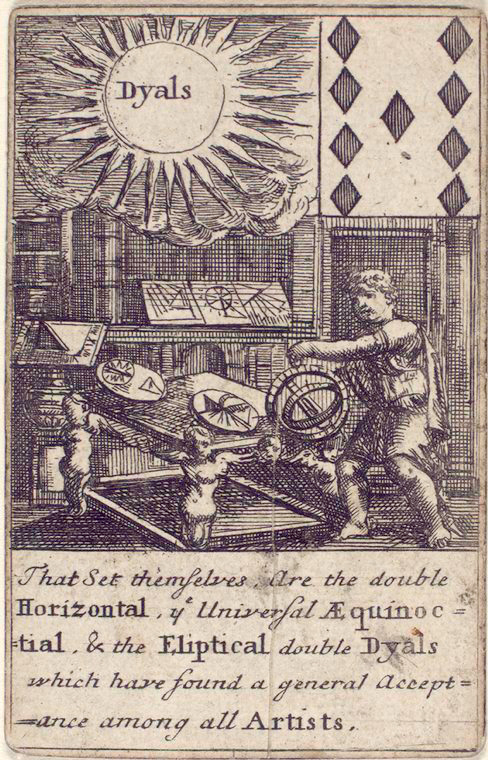
Nove de ouros: Mostradores
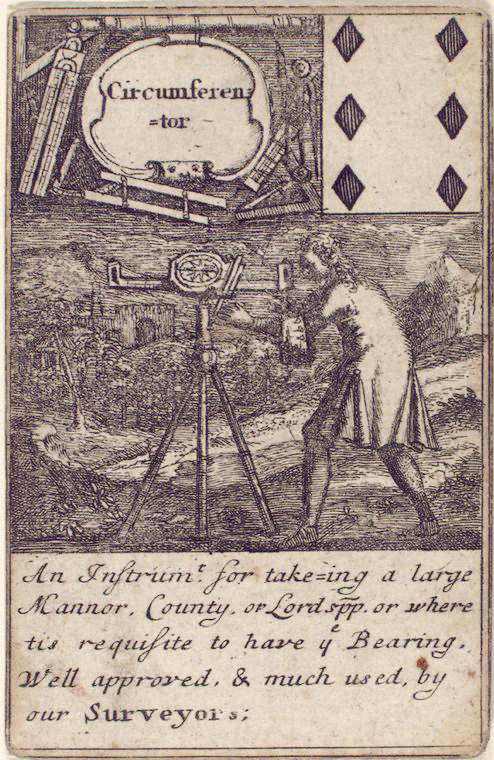
Seis de ouros: Circunferente
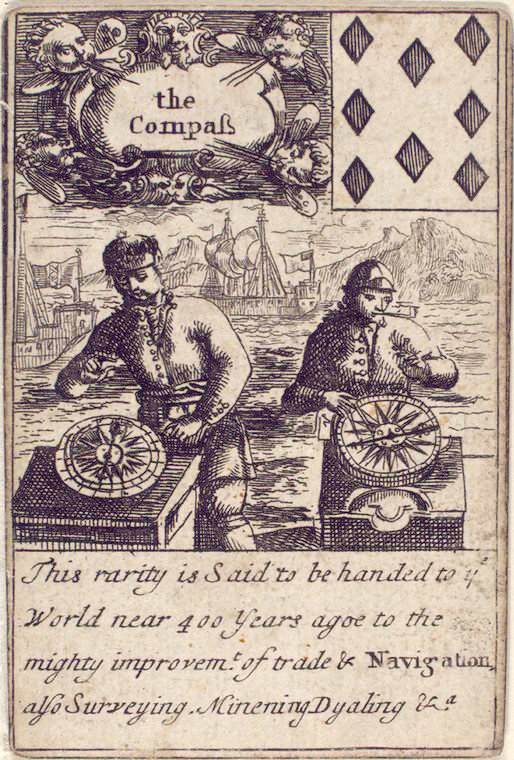
Oito de diamantes: a bússola
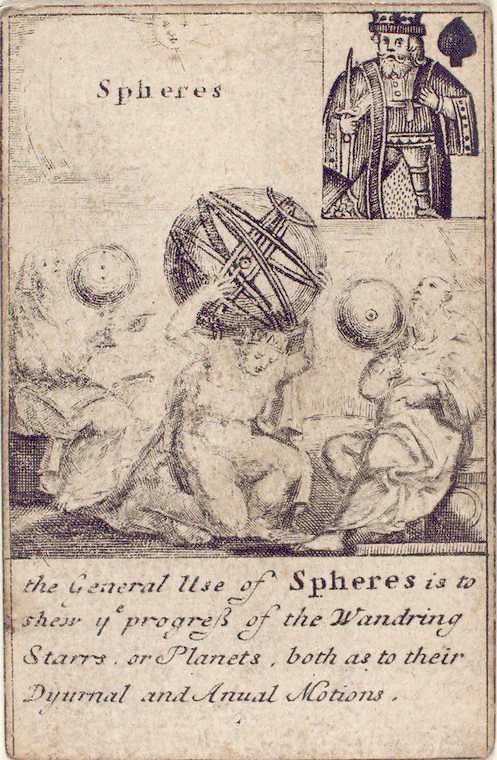
Rei de espadas: Esferas
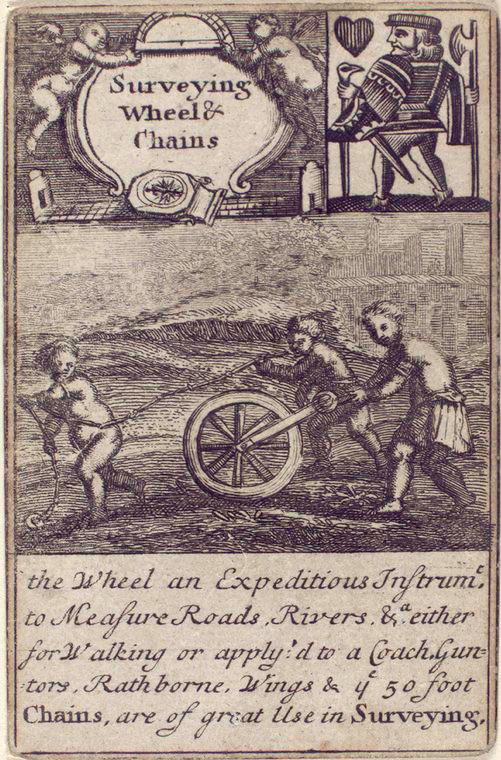
Valete de copas: roda topográfica e correntes
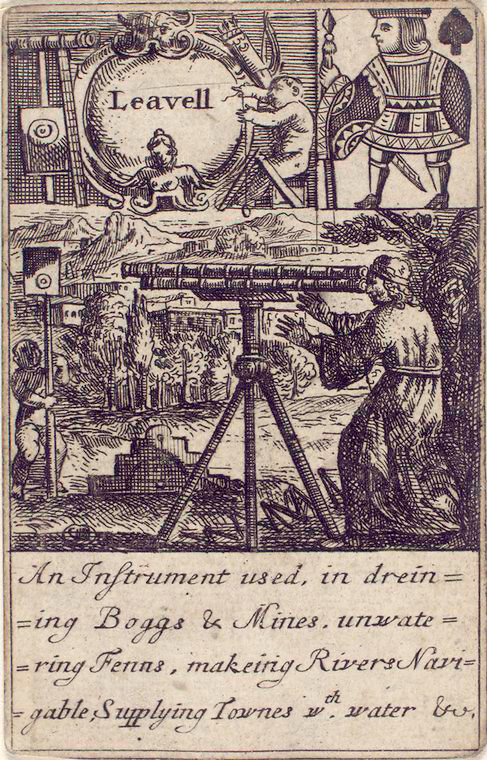
Valete de espadas: Nível
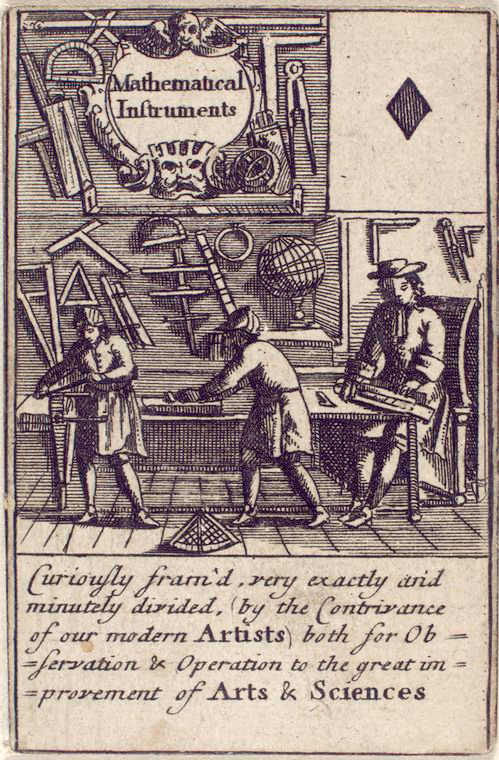
Ás de ouro: instrumentos matemáticos
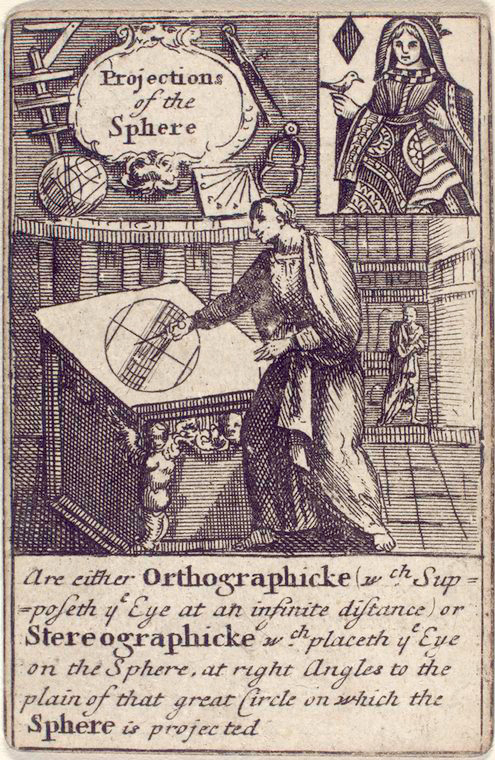
Dama de ouro: Projeções da esfera
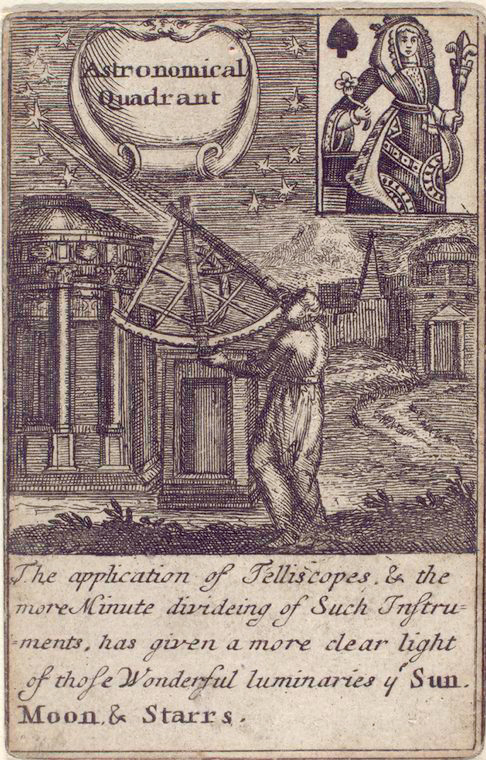
Dama de espadas: quadrante astronômico
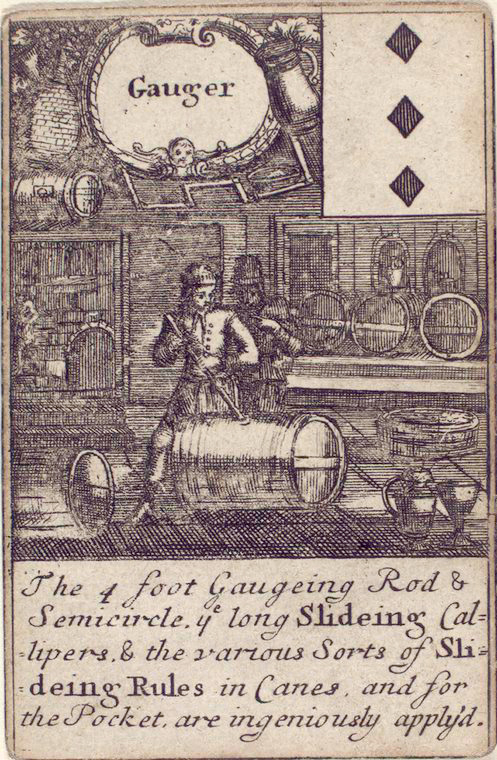
Três de ouros: Calibrador (medidores)
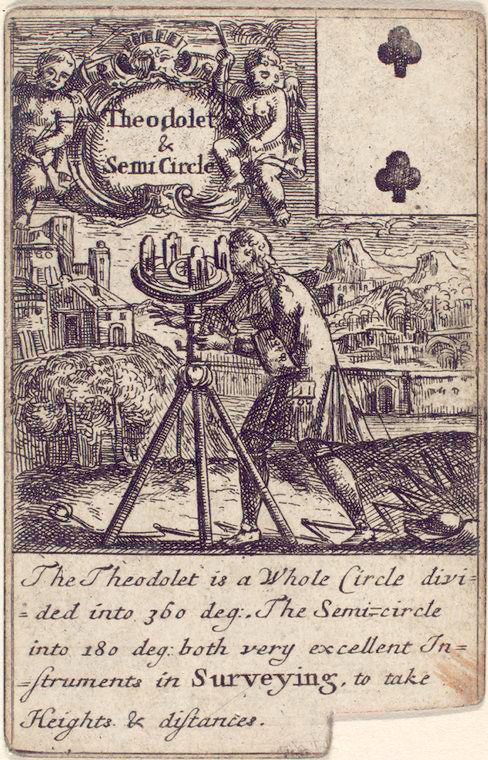
Dois de paus: Teodolito e semi-círculo

## Era moderna
As invenções de Thomas Savery e do engenheiro escocês James Watt deram origem à Engenharia Mecânica moderna. O desenvolvimento de máquinas especializadas e suas ferramentas de manutenção durante a revolução industrial levou ao rápido crescimento da Engenharia Mecânica, tanto em seu berço, a Grã-Bretanha, quanto no exterior. A disciplina de Engenharia Elétrica foi moldada pelos experimentos de Alessandro Volta no século XIX, pelos experimentos de Michael Faraday, Georg Ohm e outros e pela invenção do motor elétrico em 1872. O primeiro engenheiro eletricista da história foi William Gilbert, que projetou uma máquina para detectar objetos com cargas estáticas.
A engenharia elétrica tornou-se uma profissão no final do século XIX. Os praticantes criaram uma rede global de telégrafo elétrico e as primeiras instituições de engenharia elétrica a apoiar a nova disciplina foram fundadas no Reino Unido e nos EUA.  Benjamin Franklin, Charles Steinmetz, Nikola Tesla, Michael Faraday, e outros são considerados o “pais” da Engenharia Elétrica.  Embora seja impossível identificar com precisão um primeiro engenheiro elétrico, Francis Ronalds está à frente do campo, que criou o primeiro sistema de telégrafo elétrico em funcionamento em 1816 e documentou sua visão de como o mundo poderia ser transformado pela eletricidade.
O trabalho de James Maxwell e Heinrich Hertz no final do século XIX deu origem ao campo da Eletrônica. As invenções posteriores do tubo de vácuo e do transistor aceleraram ainda mais o desenvolvimento da Eletrônica a tal ponto que os engenheiros elétricos e eletrônicos atualmente superam em número seus colegas de qualquer outra especialidade da Engenharia.